# Cerchio di Feuerbach
Nella geometria piana, consideriamo un triangolo ABC ed i punti medi A', B' e C' dei suoi lati. Il cerchio che passa per i punti A', B' e C' prende il nome di cerchio di Feuerbach. Questo nome ricorda il suo scopritore, il matematico tedesco Karl Feuerbach.

## Proprietà del cerchio di Feuerbach
Il cerchio di Feuerbach è anche noto come il cerchio dei nove punti; infatti oltre a contenere i punti medi dei lati di un triangolo ABC, contiene anche i piedi delle sue altezze e i punti medi dei segmenti compresi fra i vertici e l'ortocentro; questa denominazione però non gli si addice molto, perché il cerchio di Feuerbach contiene in realtà diciotto punti rimarchevoli. In effetti questo cerchio viene chiamato anche cerchio dei dodici punti, cerchio degli n punti, cerchio medioscritto e cerchio di Eulero.
- Dato un triangolo ABC, il suo cerchio di Feuerbach contiene i punti medi A', B', C' dei tre lati del triangolo, i piedi X, Y, Z delle altezze ed i punti medi V, V', V" dei segmenti compresi fra i vertici e l'ortocentro.

Osserviamo che se il triangolo ABC è rettangolo, il suo cerchio di Feuerbach passa per i punti medi dei lati, per il vertice corrispondente all'angolo retto e per il piede della perpendicolare da questo sull'ipotenusa. 
- Dato un triangolo ABC e il suo cerchio di Feuerbach, i punti di tangenza di tale cerchio con l'incerchio e i tre excerchi del triangolo, indicati con F, Fa, Fb, Fc prendono il nome di punti di Feuerbach.

- I tre segmenti definiti dai punti di Feuerbach Fa, Fb e Fc delimitano un triangolo, che prende il nome di triangolo di Feuerbach.

- Dato un triangolo ABC, il cerchio di Feuerbach è tangente a sedici cerchi, che sono i cerchi inscritti ed ex-inscritti ai quattro triangoliABC, BCH, ACH e ABH, dove H è l'ortocentro del triangolo ABC.

- Dato un triangolo ABC e, il suo triangolo ortico XYZ, il circumcerchio del triangolo ortico e il cerchio di Feuerbach coincidono.

- Dato un triangolo ABC e il suo circocentro O, il centro del cerchio di Feuerbach O9 è il complementare del circocentro.

- Il centro del cerchio di Feuerbach è il punto medio della retta che unisce il circocentro all'ortocentro dello stesso triangolo. Il suo raggio è metà del raggio del circumcerchio.

- Il centro O9 del cerchio di Feuerbach giace sulla retta che contiene l'ortocentro, il baricentro, e il circocentro, ossia sulla retta di Eulero del triangolo.